# Cal Fantico
Cal Fantico és una casa de Torà, a la comarca del Solsonès, inclosa a l'Inventari del Patrimoni Arquitectònic de Catalunya.

## Descripció
Edifici unifamiliar de tres plantes que fa cantonada amb el C/ d'Orient.

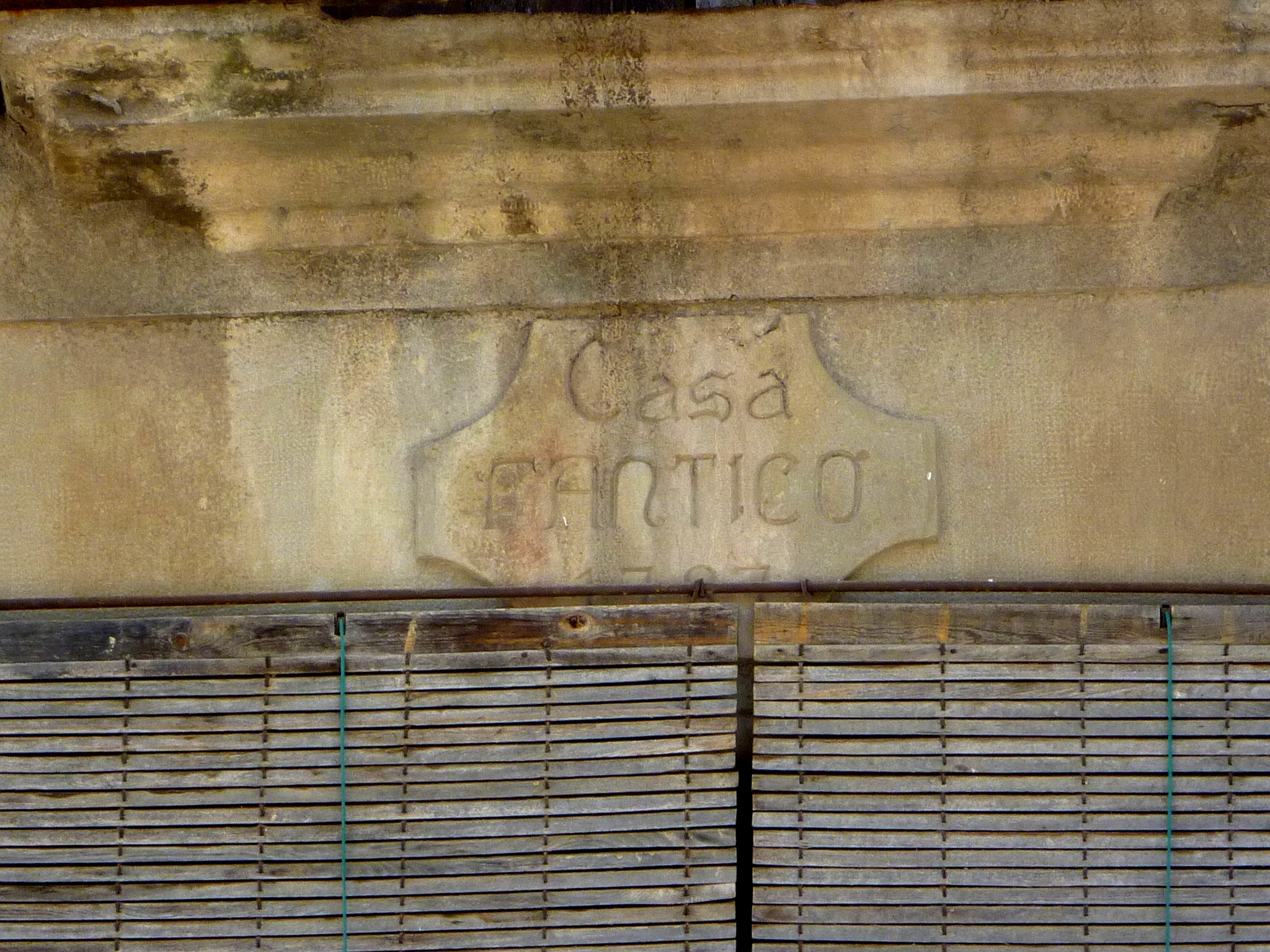
Segell a la llinda del balcó

Presenta una façana principal que mira a la plaça de l'Hostal amb tres portes rectangulars d'accés, la central més gran i emmarcada per una motllura de daus de pedra. La primera planta presenta tres portes balconeres amb balcó i barana de forja amb la mateixa motllura que a la porta d'accés. El balcó central és lleugerament més gran que els altres i mostra un relleu a la llinda on podem llegir "Casa Fantico 1787". La planta superior segueix el mateix esquema, però amb dimensions més reduïdes.
El parament està construït amb carreus de pedra regular i en el cas de la façana principal, aquesta està arrebossada, jugant així amb la bicromia de la pedra i l'arrebossat.